# Deportările sovietice din Lituania
Deportările sovietice din Lituania  au fost o serie de 35 deportări în masă din Lituania din anii în 1941 și 1945–1952, după ocuparea și transformarea ei într-o republică constituentă a Uniunea Sovietică - RSS Lituaniană. Cel puțin 130.000 de persoane, dintre care aproximativ 70% femei și copii, au fost transportați cu forța în lagăre de muncă și în domiciliu forțat în zone îndepărtate ale Uniunii Sovietice, în principal în Regiunea Irkutsk și Ținutul Krasnoiarsk. Printre deportați sau numarat aproximativ 4,500 polonezi. În rândurile acestor deportați nu sunt incluși și partizanii lituanieni sau prizonierii politici (aproximativ 150.000 de oameni), care au fost deportați în lagărele GULAGului. Deportările civililor au avut un dublu scop: reprimarea rezistenței la politica de sovietizare a Lituaniei și asigurarea forței de muncă gratuite în zonele slab locuite ale Uniunii Sovietice. Aproximativ 28.000 de deportați lituanieni au murit în exil din cauza condițiilor de viață precare. După moartea lui Stalin din 1953, deportații au fost eliberați treptat. Ultimii deportați au fost eliberați abia în 1963. Aproximativ 60.000 au reușit să se reîntoarcă în Lituania, în timp ce altor 30.000 le-a fost interzis să se restabilească în patrie. Deportări similare au avut loc în Letonia, Estonia și în alte părți ale Uniunii Sovietice. Ziua de 14 iunie este proclamată în Lituania „Ziua de doliu și speranță” în memoria celor deportați.

## Contextul istoric
În august 1939, Germania Nazistă și Uniunea Sovietică au semnat Pactul Molotov–Ribbentrop prin care împărțeau Europa Răsăriteană în sfere de influență. Statele baltice (Lituania, Letonia și Estonia) au devenit parte a sferei sovietice de influență. Uniunea Sovietică a început pregătirile pentru ocuparea și încorporare acestor teritorii. La început, au impus guvernelor celor trei state semnarea unor tratate de asistență mutuală prin care sovieticii primeau dreptul să creeze baze militare pe teritoriul lor național. Pașii următori au fost amânați de declanșarea Războiului de iarnă cu Finlanda. În primăvara anului 1940, însă, războiul s-a încheiat, iar sovieticii și-au intensificat atacurile, acuzând statele baltice de conspirație antisovietică. Lituania a primit un ultimatum sovietic pe 14 iunie 1940. Ultimatumuri aproape identice au primit Letonia și Estonia două zile mai târziu. Uniunea Sovietică a cerut să Lituaniei să permită cantonarea unui număr nelimitat de soldați sovietici să pe teritoriul ei și să formeze un guvern mai prietenos cu Moscova. Sovieticii au inițiat proceduri care nu respectau pe deplin constituția și au reușit să transforme forțat statele baltice independente în republici sovietice socialiste. În statele baltice au fost formate guverne „populare” prosovietice, care au organizat alegeri trucate pentru „Parlamentele poporului”. Anexarea RSS Lituaniană, RSS Letonă și RSS Estonă a fost finalizată pe 6 august 1940.

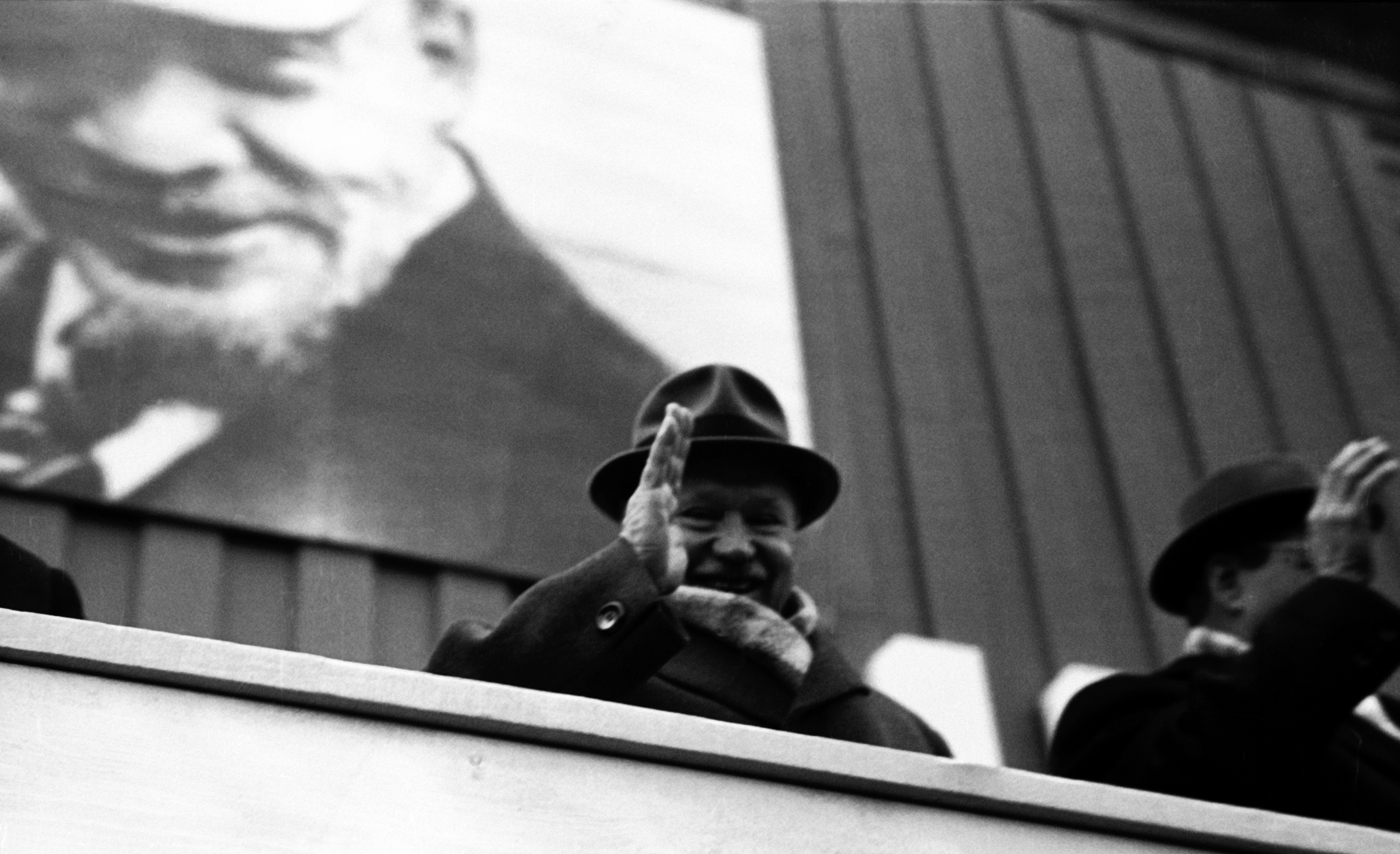
Antanas Sniečkus, conducătorul comuniștilor lituanieni (1940 – 1974), a fost cel care a supervizat deportările în masă a conaționalilor săi.

Sovieticii au preluat controlul asupra vieții politice, economice și culturale a celor trei state. Noile guverne au introdus rapid politici diverse de sovietizare: naționalizarea întreprinderilor private, introducerea reformei agrare în pregătirea colectivizării agriculturii sau scoaterea în afara legii a organizațiilor politice, culturale și religioase. Viața economică a fost perturbată și nivelul de trai a scăzut. Activiștii politici și alte persoane etichetate ca „dușmani ai poporului” au fost arestați și închiși. În iunie 1941,17.000 de lituanieni au fost deportați în timpul primei deportări. Represiunile au fost întrerupte de declanșarea invazieiGermaniei naziste. După doar o săptămână, Lituania a fost ocupată de Germania nazistă. Chiar dacă a început, germanii au fost întâmpinați ca eliberatori de dominația sovietică, lituanienii au fost deziluzionați de regimul nazist. Dar chiar și în condițiile în care lituanienii au organizat rezistența împotriva ocupantului german, Uniune Sovietică a rămas „inamicul public numărul 1”. 
În 1944, Germania nazistă era în retragere pe toate fronturile ,iar Armata Sovietică înainta constant. În iulie 1944, Armata Roșie a ajuns la frontiera Lituaniei în timpul Operațiunii Bagration. Cea mai mare parte a teritoriului lituanian a fost cucerit în timpul Ofensivei strategice baltice. Ultima luptă pentru înfrângerea germanilor pe teritoriul lituanian s-a dat în timpul asediului portului Memel (Klaipėda), încheiat în ianuarie 1945. De teama reîntoarcerii terorii sovietice, mai multe mii de lituanieni s-a retras spre Germania din fața înaintării Armatei Roșii. În general, acești refugiați au fost activiști politici și culturali, artiști și oameni de știință, oameni cu un grad de educație ridicat și cu o situație materială peste medie. După ce și-au petrecut primii ani postbelici ca persoane strămutate, acești lituanieni s-au stabilit în cele din urmă în alte țări, cel mai adesea în Statele Unite, formând diaspora lituaniană activă cultural. Dintre cei care au rămas în Lituania, aproximativ 80.000 de bărbați au fost recrutați în armata sovietică. Mulți bărbați, care au scăpat de recrutare, s-au alăturat mișcării partizanilor antisovietici. Rezistența armată a dus la neascultarea civilă și politică, la care sovieticii au răspuns cu persecuții: masacre, execuții, arestări, deportări etc.

## Procedurile de deportare

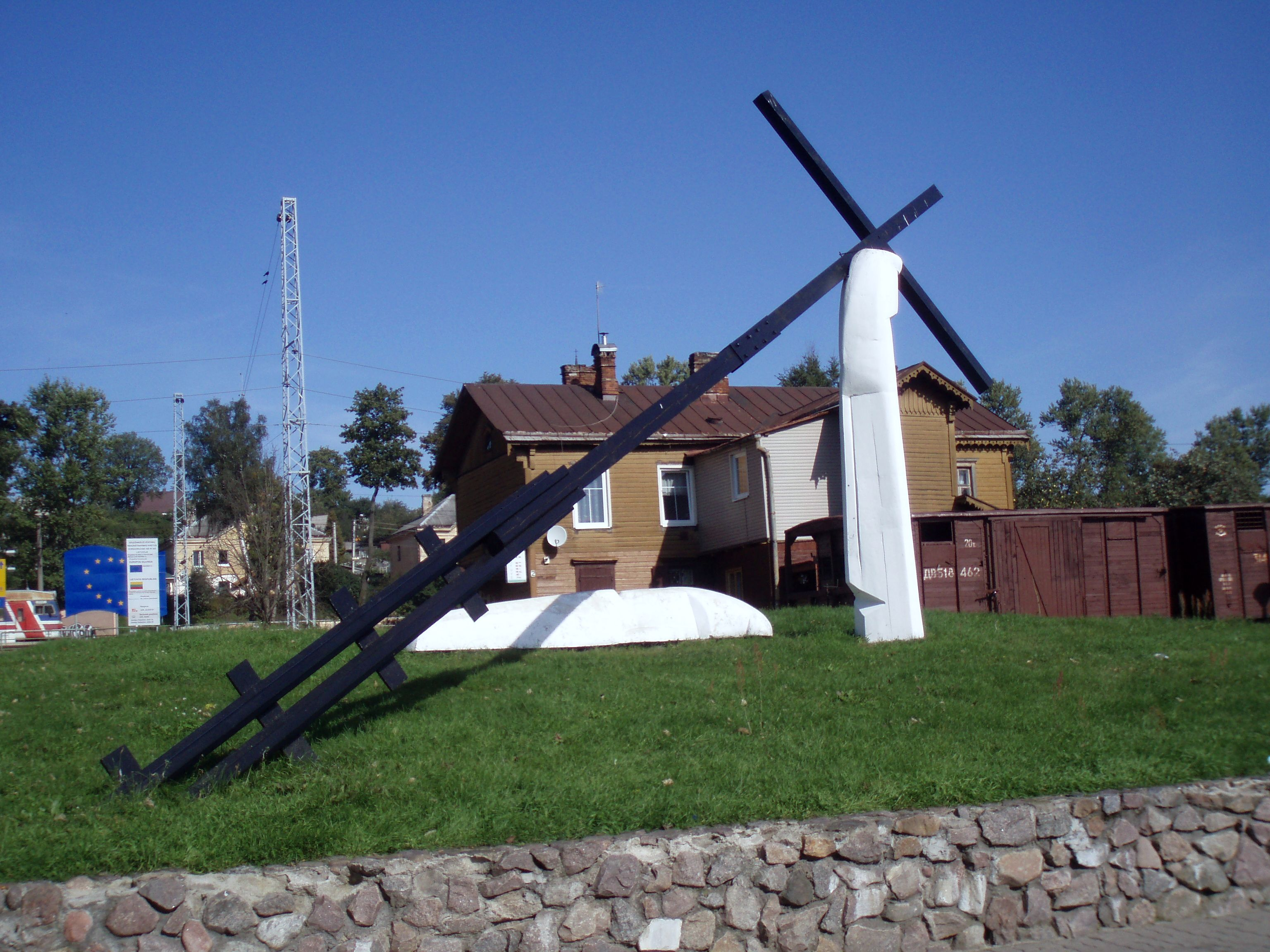
Monumentul din Naujoji Vilnia – ultima stație importantă de cale ferată pe drumul deportaților spre răsărit.

Pentru efectuarea deportărilor, ar fi aduși soldați, echipamente și vehicule suplimentare. Operațiunea de deportare a fost ținută în mare secret. A existat un singur ordin public al ministrului lituanian de interne, Juozas Bartašiūnas, din februarie 1946. Grupurile înarmate de soldați înconjurau casa vizată în toiul nopții. Noaptea era mai probabil să găsești pe toată lumea acasă și mai ușor să păstrezi operațiunea secretă, fără a-i alarma pe vecini. Toți cei din interior, inclusiv nou-născuții și persoanele în vârstă, urmau să fie deportați. Deportații primeau ordin să ambaleze alimente și alte lucruri necesare (lista exactă a ceea ce ar trebui sau ar putea fi luat a variat între deportări și a depins de generozitatea soldaților). Dacă cineva încerca să reziste sau să fugă, era fi împușcat sau bătut. Adesea familiile erau separate și au existat cazuri în care părinții, copiii sau soții s-au prezentat voluntar la gară, pentru a fi deportați împreună cu rudele arestate deja. De cele mai multe ori, vagoanele de cale ferată folosite la deportări erau vagoane de marfă, fără nicio instalație sanitară. Călătoria până la destinație dura săptămâni, poate chiar luni de zile. Condițiile erau insalubre, pasagerilor le lipsea adesea hrană și apă. În cazuri numeroase, însoțitorii transporturilor trebuiau să raporteze moartea unora dintre deportați, în special copii și bătrâni, până ca trenul să ajungă la destinație. A existat un caz în care un tren cu deportați a deraiat și 19 persoane au murit, iar alte 57 au fost rănite. În timp ce instrucțiunile oficiale (de exemplu Instrucțiunile Serov din 1941) prescriau aplicarea unui tratament aspru-moderat deportaților, în realitate persoanele arestate au fost supuse abuzurilor și le-au fost furate puținele lucruri pentru care avuseseră permisiunea să le împacheteze.

## Deportările

### Prima deportare din 1941

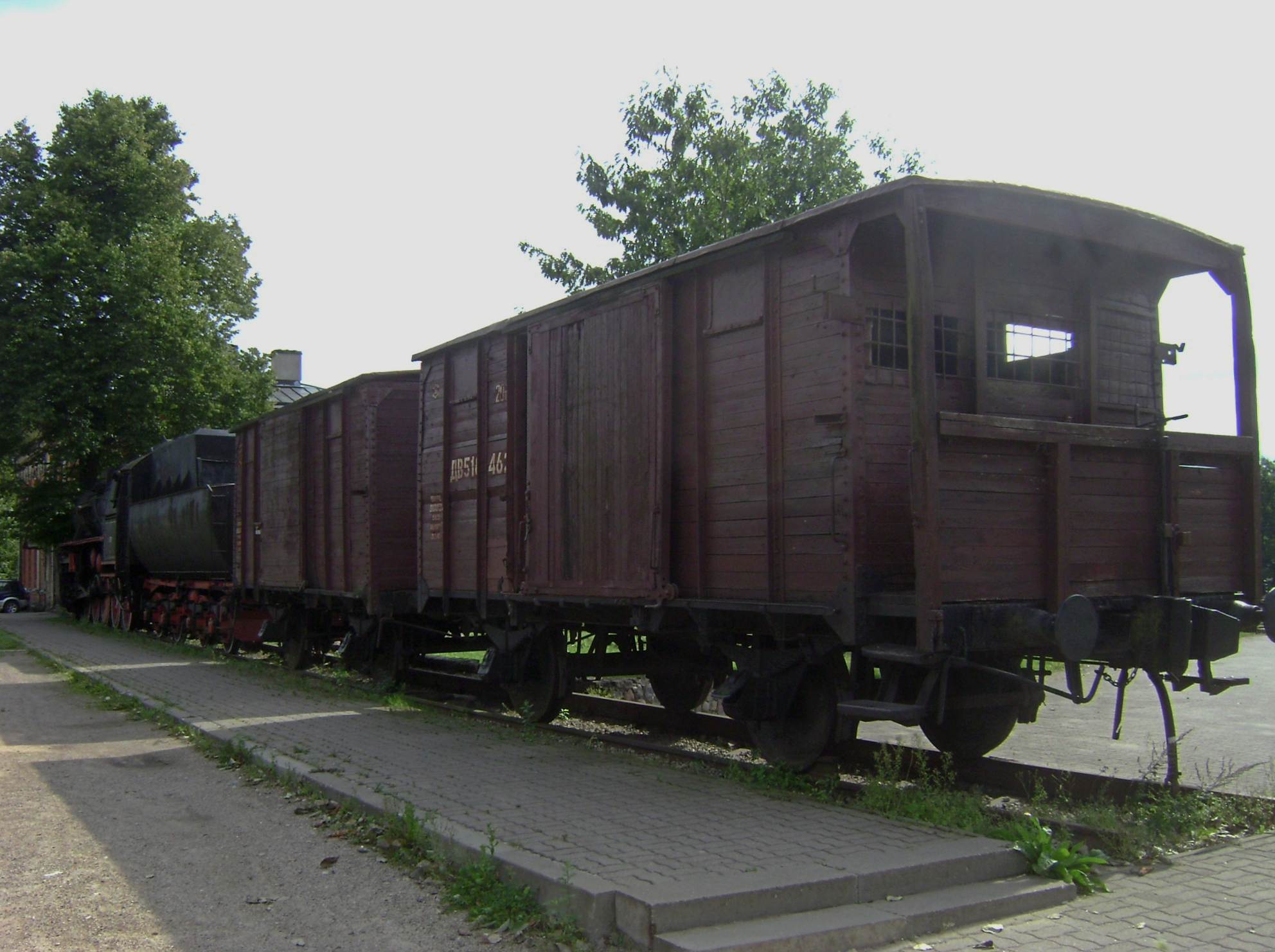
Vagoane de cale ferată utilizate la transportul deportaților, expus în Naujoji Vilnia)

Prima deportare în masă a fost planificată cu atenție de către sovietici. Deja la sfârșitul verii 1940, oficiali sovietici de rang înalt au început să se gândească la arestări în masă și deportări planificate. NKVD a început să înregistreze și să urmărească toate „elementele antisovietice”, adică oamenii care au fost considerați că au atitudini antisovietice, această caracterizare fiind făcut doar pe baza poziției lor sociale, a afilierilor politice sau a credințelor religioase. În special, urmărirea a vizat polițiști, membri ai Uniunii Naționaliste Lituaniene,  Uniunii Pușcașilor Lituanieni și ai diferitelor organizații catolice. În total, NKVD a estimat că trebuie să facă dosare pentru 320.000 de persoane sau aproximativ 15% din populația lituaniană, care, împreună cu membrii de familie, constituiau aproape jumătate din populația țării. Ofițerii NKVD s-au pregătit pentru deportări: au fost întocmite liste de persoane care urmau să fie deportate în timpul primei campanii, le-au identificat antecedentele incriminatoare, au urmărit membrii familiei și au localizat adresele la care locuiau cei urmăriți. Listele erau actualizate în continuu conform unor criterii noi. De exemplu, un raport din 13 mai 1941 a identificat 19.610 persoane care ar fi trebuit arestate și deportate în lagăre de prizonieri și 2.954 persoane (în majoritate membri ai familiei celor arestați) care ar fi trebuit deportate în lagărele de muncă. O lună mai târziu, cifrele s-au schimbat la 8.598 arestați și 13.654 membrii de familie deportați, ceea ce indică eliminare unor categorii întregi din rândul celor considerați antisovietici.
Operațiunea a început în noaptea de vineri 13 iunie și a fost dusă la îndeplinire de unități ale NKVD și NKGB din Rusia, Ucraina și Belarus.  Ivan Serov a emis instrucțiunile care în poartă numele în care a detaliat modul în care trebuia să se facă arestarea și transportul deportaților la trenuri. Instrucțiunile au subliniat faptul că deportările trebuiau să fie făcute cu păstrarea caracterului secret, pentru reducerea panicii și rezistenței. Fiecare grup operativ format din patru membri a primit sarcina să deporteze două familii. Conform instrucțiunilor oficiale, fiecare familie putea lua până la 100 kg de alimente, haine, încălțăminte și obiecte de primă necesitate, dar martorii au raportat că aceste instrucțiuni au fost adesea încălcate. Multe familii au plecat nepregătite pentru călătorie sau viață la destinație. Conform instrucțiunilor oficiale, semnate de premierul Mečislovas Gedvilas și secretarul-adjunct al Partidului Comunist Lituanian Icikas Meskupas, proprietățile lăsată de deportați urma să fie împărțită în bunuri personale (haine, lenjerie, mobilier, veselă) și altele (artă, investiții, inventar comercial, bunuri imobiliare, animale, unelte și utilaje agricole). Bunurile personale urmau să fie date în grija unui reprezentant al deportatului, care trebuia să le vândă și să transfere banii proprietarilor inițiali. Bunurile încadrate în categoria „altele” trebuiau să fie confiscate și vândute, sau utilizate de oficialitățile locale sovietice. Aceste instrucțiuni nu au fost respectate și martorii au raportat jafuri pe scară largă a proprietăților rămase.
Deportările au continuat, dar sovieticii au constat pe 16 iunie că încă mai lipseau 1.400 de oameni de pe listele lor. Oficialii sovietici s-au grăbit să-și îndeplinească „cota” de deportați și au arestat încă 2.000 de oameni în zilele de 16-18 iunie. Trenurile cu deportați s-au adunat în gara Naujoji Vilnia, unde bărbații au fost separați de familiile lor și au fost transferați în trenuri care aveau să-i ducă în lagărele de prizonieri. În total, au fost 17 trenuri. Transporturile au plecat pe 19 iunie și au ajuns la destinații între 30 iunie și 9 iulie. Într-un raport oficial al NKVD-ului de pe 19 iunie era dată cifra de 17.485 de deportați, dar statisticile oficiale s-au dovedit incomplete și inexacte. Centrul de cercetare a genocidului și rezistenței din Lituania a identificat și publicat rapoarte despre soarta a 16.246 de deportați.

### Prima deportare postbelică

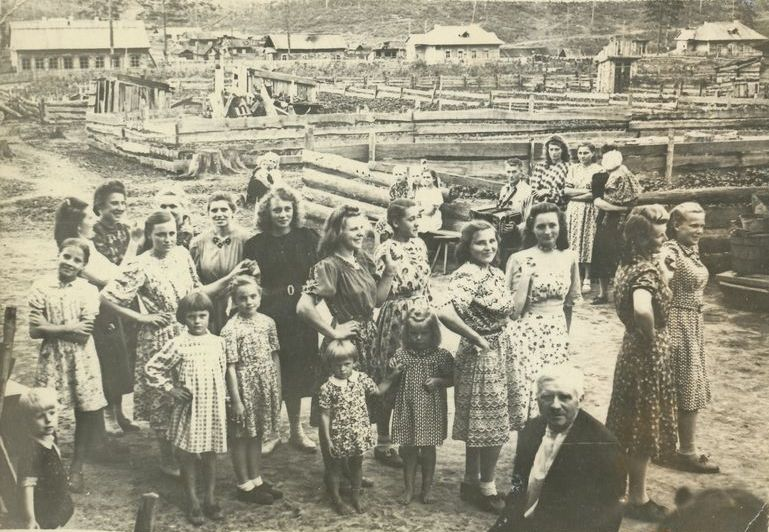
Un grup de deportați lituanieni din raionul Ziminski, regiunea Irkutsk

În 1944, germanii se retrăgeau de-a lungul întregului  front de răsărit, iar forțele sovietice au intrat în Lituania la mijlocul anului. În octombrie 1944, oficialitățile sovietice, printre care Serghei Kruglov, care fusese implicat în deportarea cecenilor și ingușilor, au început să urzească planuri pentru deportarea familiilor „bandiților” – bărbații care evitaseră înrolarea în Armata Roșie și se alăturaseră în schimb mișcării lituaniene de partizani. S-a hotărât totuși că asemenea măsuri nu erau de dorit în vreme de război. În schimb, au fost făcute pregătiri pentru deportarea etnicilor germani din Lituania, a familiilor lor și a rudelor lor mai îndepărtate. Un tren cu 1.000 de oameni a plecat din Kaunas pe 3 mai și a ajuns la destinație în iunie. Acești deportați au reprezentat mână de lucru gratuită pe plantațiile de bumbac din valea râului Vahș. În jur de 580 de deportați din acest transport au murit datorită condițiilor proaste de trai și muncă în primii doi ani.
După încheierea războiului, Mihail Suslov, președintele biroului pentru Lituania al Comitetului Central al Partidului Comunist, a aprobat o decizie cu privire la deportarea a 50-60 de familii din fiecare raion. Lavrenti Beria a aprobat la rândul lui planul și i-a trimis pe Bogdan Kobulov și Arkadi Apollonov să sprijine acțiunea. Această campanie a fost îndreptată împotriva familiilor de „bandiți” și a avut loc odată cu o ofertă de „legalizare” făcută partizanilor: dacă partizanii se predau, familiile lor nu urmau să fie afectate. Totuși, aceste promisiuni nu au fost respectat. Listele de partizani „legalizați” au fost folosite ca bază pentru întocmirea listelor de deportați. Peste 6.000 de oameni au fost deportați în curs de o lună și jumătate. Cele mai multe dintre aceste familii aveau deja proprietățile confiscate și, din acest motiv, instrucțiunile prin care li se permitea fiecărei familii să ia cu ea 1.500 kg de bagaje au fost de multe ori nefolositoare. În afară de trupele NKVD-ului, pentru îndeplinirea unor sarcini auxiliare a fost folosite batalioanele de distrugere.
Din 1946 până în 1948, numărul civililor deportați a fost relativ scăzut. Principala metodă de opresiunea a fost arestarea individuală a celor etichetați „dușmani ai poporului” și deportarea lor ulterioară. Deportările i-au vizat pe partizanii lituanieni și sprijinitorii lor, dar și pe culaci (lituaniană buožė) și pe burghezi.

### OperațiunileVesnașiPriboi
| Anul | Colhozuri | Gospodării | Evoluție | Plata muncii |
| ---- | --------- | ---------- | -------- | ------------ |
| 1948 | 20        | 300        | 0,08%    | 5,6          |
| 1949 | 614       | 15.200     | 3,9%     | 3,9          |
| 1950 | 6.032     | 229.300    | 60.5%    | 2.1          |
| 1951 | 4,471     | 326.100    | 89,1%    | 1,4          |
| 1952 | 2,938     | 342.600    | 94,1%    | 1,7          |
| 1953 | 2,628     | 359.600    | 98,8%    | 1,1          |

Au fost organizate două mari operațiuni de deportare în mai 1948 (nume de cod Vesna – „primăvara”) și în martie 1949 (nume de cod Priboi – „val la mal”) în timpul cărora au fost deportați aproximativ 70.000 de oameni. Deportările au fost ordonate de Consiliul de miniștri ai Uniunii Sovietice. Operațiunea Priboi s-a desfășurat simultan în RSS Lituaniană, RSS Letonă și RSS Estonă. Operațiunea Vesna a afectat doar Lituania (poate datorită mișcării de rezistență mai puternică din această republică). Din punct de vedere oficial, acest nou val de deportări a continuat să vizeze familiile și susținătorii luptătorilor din rezistența antisovietică. Obiectivul real a fost înfrângerea rezistenței la colectivizare, acțiunea prin care țăranilor li se impunea să cedeze terenul agricol, animalele și echipamentele agricole fermelor colective, colhozurilor. Țăranul colectivist trebuia să lucreze pentru colhoz fiind plătit cu o parte din produsele și profitul obținute, funcție de numărul de zile-muncă realizate. Foarte puțini fermieri s-au alăturat voluntar fermelor colective, deoarece acest proces presupunea cedarea proprietății private într-un sistem adesea comparat cu iobăgia.
Cum populația fusese martora deportărilor precedente și cunoștea semnele prevestitoare (de exemplu concertarea de trupe și vehicule de transport noi), mulți localnici au încercat să se ascundă. În Lituania, conform unor documente oficiale sovietice, aproximativ 13.700 de oameni au reușit să evite să fie arestați. De aceea, autoritățile au organizat o deportare ulterioară în aprilie 1949. Au mai fost găsiți încă 3.000 de oameni. Aceștia au fost etichetați ca fiind foarte periculoși, au fost tratați ca prizonieri și trimiși să lucreze în minele de aur din Bodaibo (Regiunea Irkutsk).

### OperațiuneaOsenși ultimele deportări
Se părea că deportările din 1947–1948 și-au atins obiectivele: În 1949 colectivizarea a atins cote înalte, iar rezistența armată antisovietică a slăbit. Cu toate acestea, ritmul colectivizării în Lituania nu a fost la fel de rapid ca în Letonia sau Estonia, unde 93% și respectiv 80% din ferme au fost colectivizate până la sfârșitul anului 1949. De aceea, autoritățile sovietice au organizat o nouă deportare în octombrie 1951 (numele de cod „Osen” – toamna). Această nouă deportare i-a vizat în mod special pe chiaburi (culaci) și pe cei care se opuneau colectivizării.

## Viața în deportare

### Condițiile de viață
Condițiile de viață au variat foarte mult și au depins de locația geografică a domiciliului obligatoriu, de condițiile locale și de tipul de muncă prestată de deportați. Chiar și rapoartele oficiale au recunoscut lipsa de locuințe adecvate; de exemplu, un raport din Igarka (Raionul Turuhansk, Ținutul Krasnoiarsk) descria barăcile cu acoperișuri sparte, fără ferestre, paturi sau așternuturi. Majoritatea deportaților lituanieni au fost angajați în industria forestieră și a prelucrării lemnului. Deportații nu puteau părăsi locul în care le fusese stabilit domiciliul obligatoriu și nu își puteau schimba locul de muncă. Deportările lor nu aveau un termen limită, fiind făcute „pe viață”. Cei care încercau să evadeze sau să „evite munca” erau trimiși în lagărele de prizonieri. 1.722 de lituanieni au încercat în perioada 1945 – 1948 să evadeze. Până în 1949, 1.070 dintre ei fuseseră prinși. Sovietul Suprem a adoptat în 1948 o lege mai aspră, care stabilea pedepse de 20 de ani de închisoare pentru tentativa de evadare și de 5 ani pentru complicitatea la evadare. Copii născuți în exil erau considerați la rândul lor deportați și erau supuși aceluiași tratament cu părinții lor, cu anumite excepții în cazul familiilor „mixte”, în care doar unul dintre părinți era deportat.

Datorită condițiilor de viață precare, a muncii fizice grele, lipsa hranei și asistenței medicale, rata mortalității a fost ridicată, în special în rândul tinerilor și vârstnicilor. 
Arvydas Anušauskas a estimat pe baza înregistrărilor incomplete și inexacte păstrate de MVD și MGB că aproximativ 16.500 de lituanieni au murit în perioada 1945–1952 și 3.500 în perioada 1953–1958. Nu au fost luați în calcul și cei 8.000 de lituanieni decedați din rândul deportaților din 1941. Astfel, numărul total al lituanienilor morți în deportare se poate ridica la aproximativ 28.000 de oameni. Aproximativ 25% dintre aceștia au fost copii.

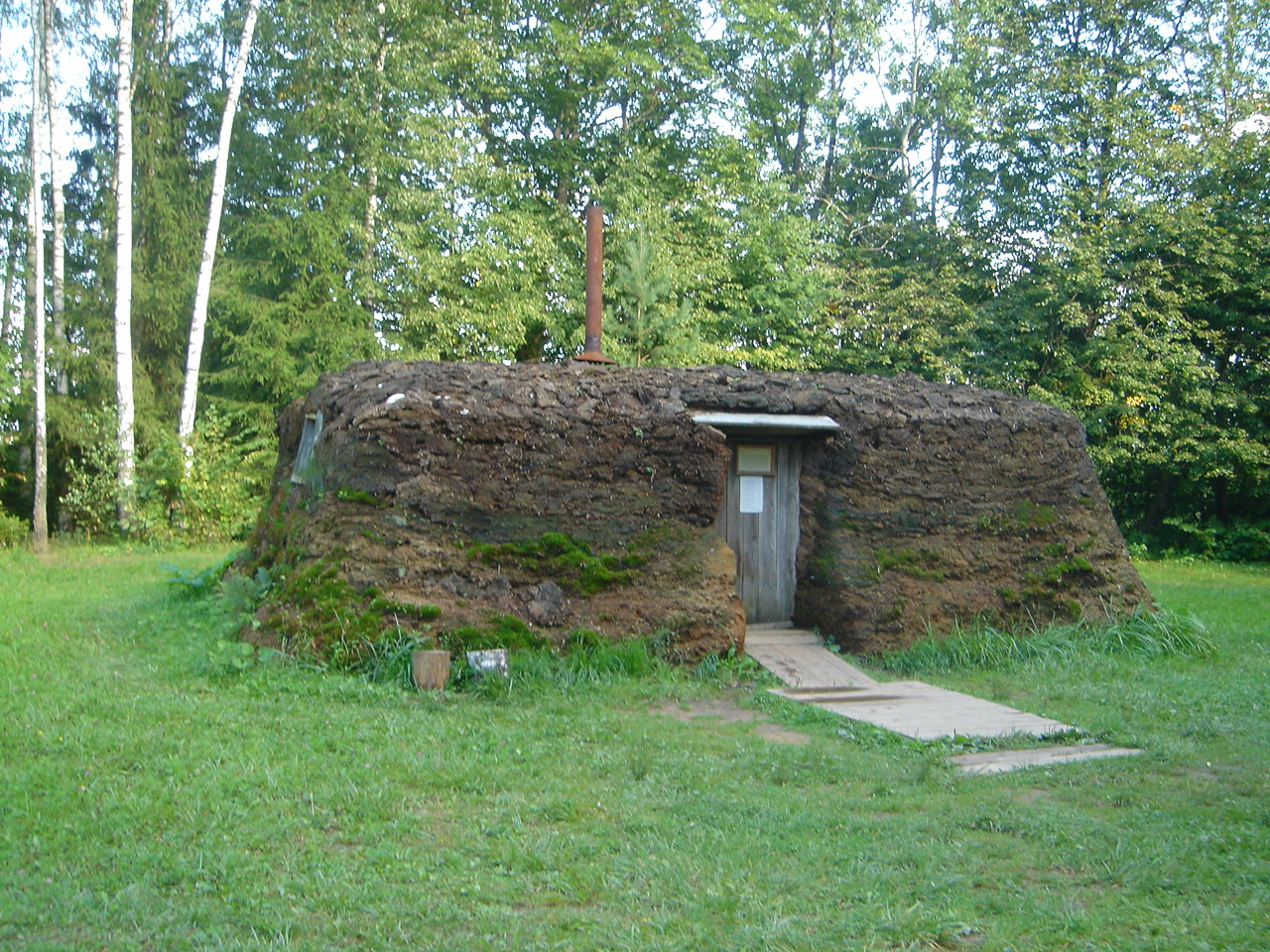
O locuință a deportaților din regiunile arctice ale Siberiei.
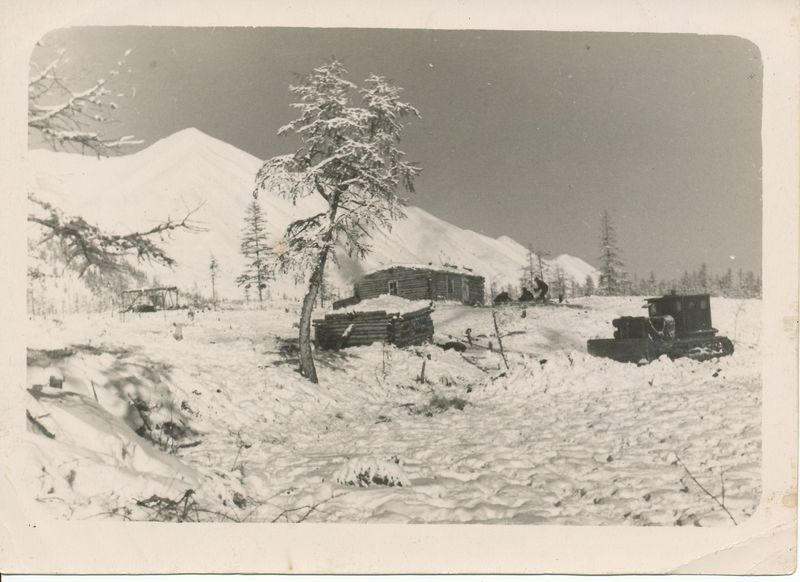
Casa unui deportat lituanian din Kolîma (1958).
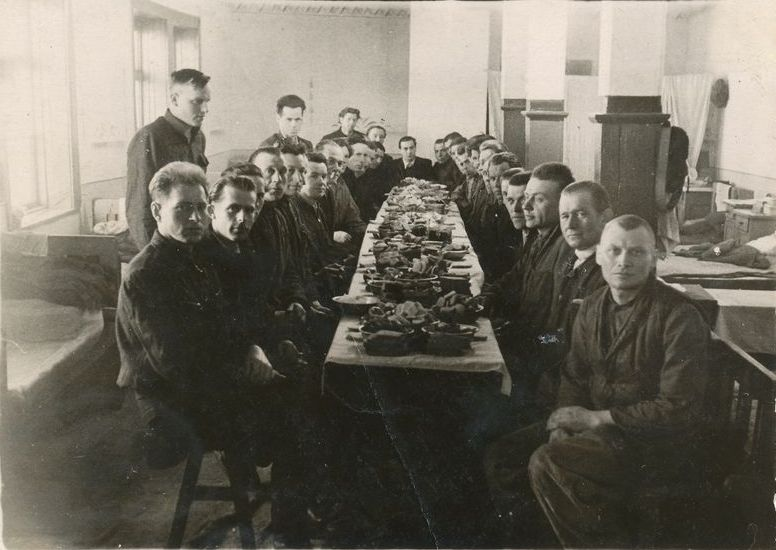
Prizonierii politici sărbătoresc Paștile în Kolîma (1955).
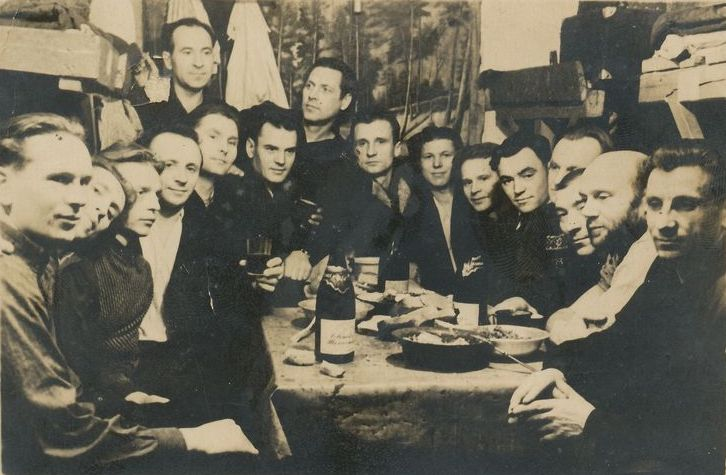
Deportații lituanieni sărbătoresc Crăciunul în 1957.
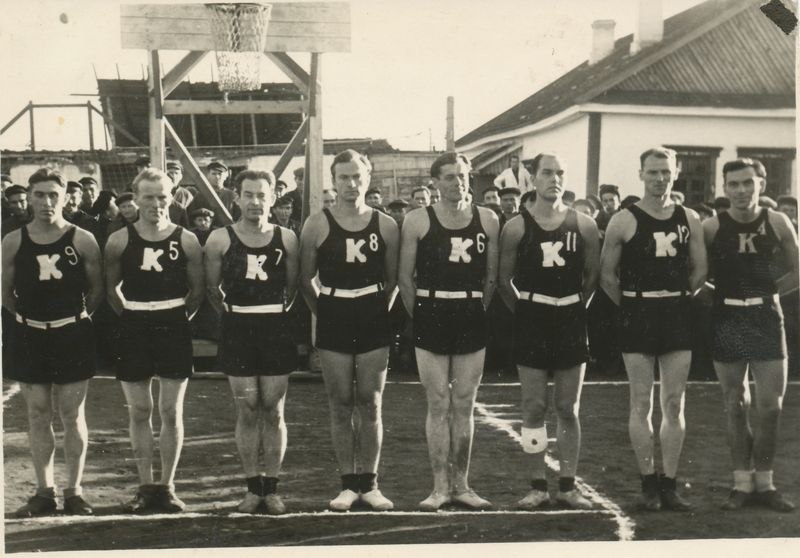
Echipă de baschet a prizonierilor politici lituanieni în lagărul din Vorkuta (1954).
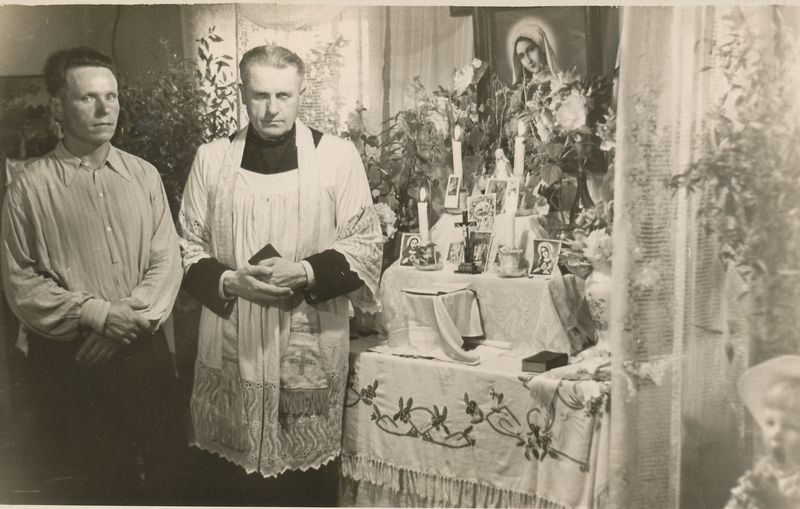
Altarul improvizat în casa lui Justinas Zaksas.
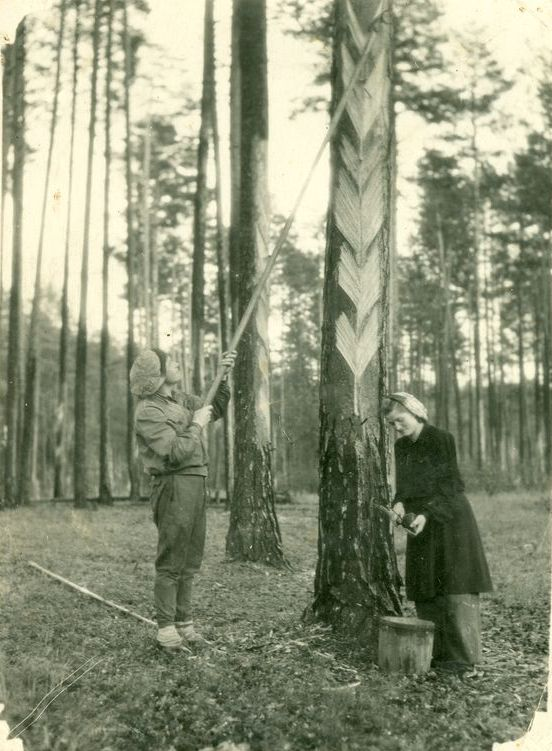
Deportații lituanieni recoltează rășină într-o pădure de lângă Irkutsk (1956).
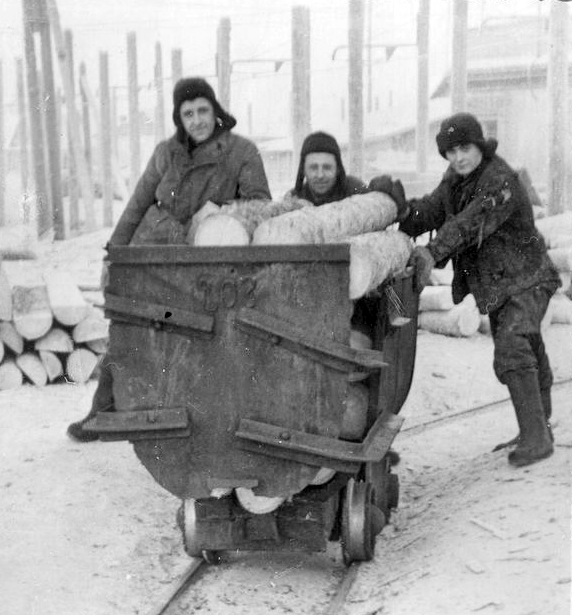
Deportați lituanieni în republica Komi împing un vagonet cu bușteni pentru mină (1956).
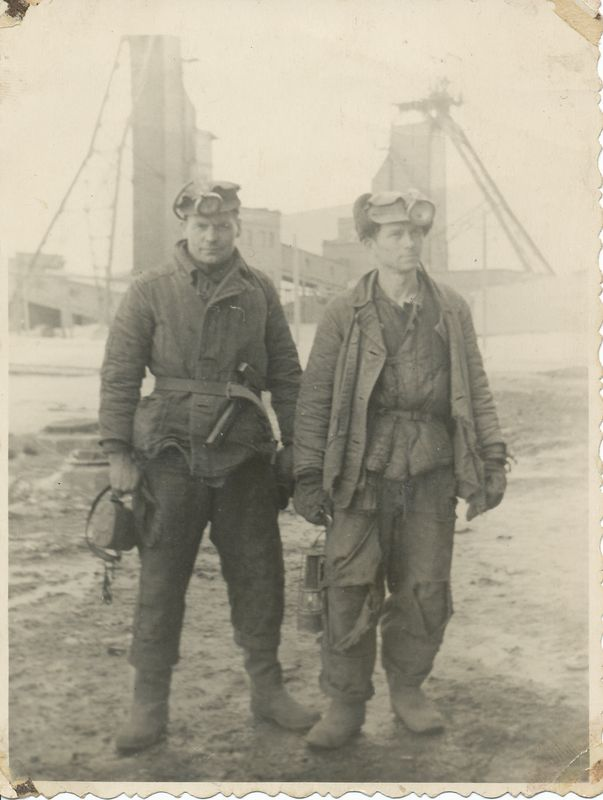
Doi prizonieri politici lituanieni la intrareaîn schimb la o mina de cărbune din republica Komi (1955).
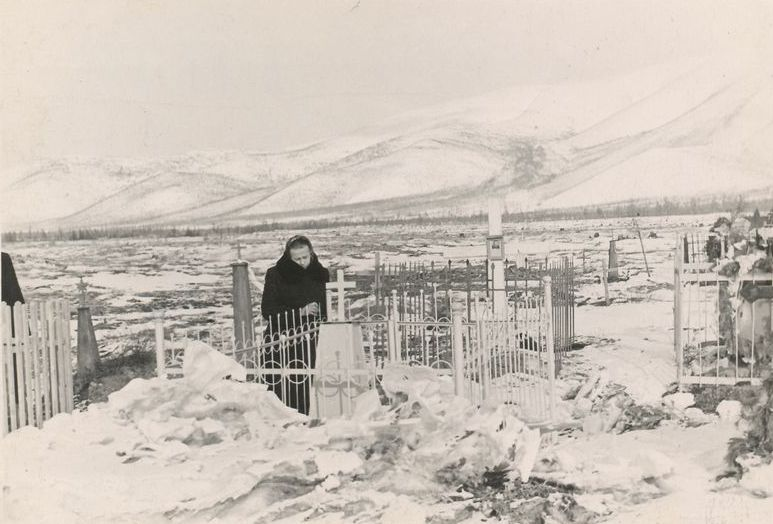
Lituanianca Onutė Milušauskaitė, arestată în 1945 pentru sprijinirea partizanilor lituanieni, la mormântul fiicei sale din Ust-Omciug, Regiunea Magadan.

### Eliberarea și reîntoarcerea în patrie
| An   | Deportați în 1944–1952 | Deportați în 1941 |
| ---- | ---------------------- | ----------------- |
| 1955 | 75.185                 | ?                 |
| 1956 | 72.777                 | 4.682             |
| 1957 | 59.663                 | 3.127             |
| 1958 | 35.741                 | 1.878             |
| 1959 | 4.907                  | 279               |

După moartea lui Stalin din 1953 a urmat  „dezghețul” și campania de destalinizare, care a au dus la eliberarea treptată a deportaților și prizonierilor. În iulie 1954, copii deportați mai tineri de 16 ani au fost eliminați de pe listele de deportați, iar pedeapsa pentru evadare a fost redusă de la 20 la 3 ani. Eliberarea lituanienilor a fost un proces lent. Când a fost anunțată în 1954 o amnistie pentru persoanele de peste 55-60 de ani, a invalizilor sau bolnavilor incurabili, o dispoziție specială i-a exclus pe lituanieni sau pe membrii Organizației Naționaliștilor Ucraineni  din motive de „siguranță publică’’." În Lituania, dosarele deportaților au fost revizuite unul câte unul de Sovietul Suprem Lituanian. Aparatnicii sovietici în considerau pe deportați o amenințare, în special când aceștia din urmă doreau să ceară retrocedarea proprietăților confiscate în momentul deportării. Comuniștii lituanieni au aprobat eliberarea din deportare numai în cazuri izolate, atunci când identificau greșeli sau încălcări ale dispozițiilor legale.
În 1956 și 1957, Sovietul Suprem al Uniunii Sovietice a aprobat eliberarea unor grupuri mai mari de deportați, în rândul cărora s-au numărat și lituanienii. Deportații au început să se întoarcă în număr mare creând dificultăți pentru comuniștii locali – deportații care solicitau returnarea bunurilor confiscate erau considerați ca fiind nedemni de încredere și aveau nevoie de supraveghere specială. Oficialii sovietici lituanieni, inclusiv Antanas Sniečkus, au elaborat măsuri administrative locale, care interziceau întoarcerea deportaților și au solicitat Moscovei să adopte politici naționale în acest sens. În mai 1958, Uniunea Sovietică și-a revizuit politica privind restul deportaților: toți cei care nu fuseseră implicați în activitatea partizanilor lituanieni au fost eliberați, dar fără dreptul de a reveni în Lituania. Ultimii lituanieni au fost eliberați doar în 1960 (rudele partizanilor) și 1963 (partizanii). Majoritatea deportaților din mai 1958 nu s-au mai întors niciodată în Lituania.
Aproximativ 60.000 de deportați s-au reîntors în Lituania. Ei s-au confruntat cu dificultăți suplimentare: proprietățile lor fuseseră jefuite și împărțite între străini, au discriminați pentru obținerea unor locuri de muncă, iar copii lor nu au putut urma cursurile universităților. Foștilor deportați, membrilor rezistenței și copiilor lor nu li s-a permis practic să se reintegreze în societate. Acest fapt a creau un grup permanent de oameni care se opuneau regimului și au continuat rezistența nonviolentă.

## Efecte și evaluări
Deportările populației civile fără avertisment, proces sau cauză aparentă au fost unul dintre cele mai grave acuzații la adresa regimului sovietic. Când Mihail Gorbaciov a inițiat politica de glastnost, lituanienii au căpătat o mai mare libertate a cuvântului, iar onorarea memoriei deportaților a fost una dintre primele lor cereri. Astfel de cereri au fost expuse în timpul primului miting public antisovietic organizat de Liga Libertății Lituaniene pe 23 august 1987.
Există lituanieni care consideră că deportații ar trebui să primească compensații pentru munca de sclav pe care au presta-o în același fel în care Germania plătește est-europenilor duși la muncă forțată în Germania Nazistă.

## Tabel rezumat
| Anul  | Data                                      | Numărul de oameni | Destinația                                                 |
| ----- | ----------------------------------------- | ----------------- | ---------------------------------------------------------- |
| 1941  | 14-19 iunie(Deportarea din iunie)         | 17.485            | Ținutul Altai, RSSA Komi, Regiunea Tomsk                   |
| 1945  | 20aprilie-3mai (germani lituanieni)       | 1.048             | RSS Tadjikă (regiunea [[\|Dușanbe \|Stalinabad]])          |
| 1945  | 17 iulie-3 septembrie                     | 6.320             | RSSA Komi, Regiunea Sverdlovsk, Regiunea Molotov           |
| 1946  | 18-21 februarie                           | 2.082             | Regiunea Sverdlovsk                                        |
| 1947  | decembrie                                 | 2.782             | Regiunea Tomsk, Regiunea Tiumen, RSSA Komi                 |
| 1948  | ianuarie-februarie                        | 1.156             | Regiunea Tomsk, Ținutul Krasnoiarsk                        |
| 1948  | 22-27 mai (Operation Vesna)               | 40.002            | Ținutul Krasnoiarsk, Regiunea Irkutsk, RSSA Bureat-Mongolă |
| 1949  | 25-28 martie (Operațiunea Priboi)         | 29.180            | Regiunea Irkutsk, Ținutul Krasnoiarsk                      |
| 1949  | 10-20 aprilie                             | 3.090             | Regiunea Irkutsk                                           |
| 1949  | 6 iunie                                   | 500 (aproximativ) | Regiunea Irkutsk                                           |
| 1949  | 7 iulie                                   | 279               | Regiunea Irkutsk                                           |
| 1950  | 14 aprilie, 1-2 septembrie, 20 septembrie | 1.355             | Ținutul Altai, Ținutul Habarovsk                           |
| 1951  | 31 martie-1 aprilie (Operațiunea Nord)    | 433               | Regiunea Irkutsk, Regiunea Tomsk                           |
| 1951  | 20-21 septembrie                          | 3.087             | Regiunea Irkutsk                                           |
| 1951  | 2-3 octombrie (Operațiunea Osen)          | 16.150            | Ținutul Krasnoiarsk                                        |
| 1951  | 3 octombrie                               | 335               | Ținutul Krasnoiarsk                                        |
| 1951  | 30 noiembrie                              | 452               | Ținutul Altai                                              |
| 1952  | 23 ianuarie                               | 2.195             | Ținutul Krasnoiarsk                                        |
| 1952  | 6-7 iulie                                 | 465               | necunoscută                                                |
| 1952  | 5-6 august                                | 359               | Ținutul Krasnoiarsk                                        |
| Total |                                           | 129.475           |                                                            |

## Vedeți și
- Deportările sovietice din Estonia

## Observații
1. ↑  Kilograme de grâne plătite pe ziua muncă.
2. ↑  Numărul este prezentat conform rapoartelor oficiale MVD și MGB imediat după deportare. Rapoartele ulterioare au redus numărul deportaților. Numărul real a fost mai mare, deoarece oficialii sovietici nu au avut interesul să ofere rapoarte statistice corecte.